# 龙门乡 (涞水县)
龙门乡，是中华人民共和国河北省保定市涞水县下辖的一个乡镇级行政单位。

## 行政区划
龙门乡下辖以下地区：
龙门村、河口村、庄儿上村、九集庄村、岭西村、岭东村、店上村、黄各庄村、下港村、上港村、韦家峪村、野孤村、庄窠村、大台村、赵家地村、偏道子村、万泉庄村、蛟龙口村、排角村和四家井村。